# Nguyen Anasztázia
Nguyen Anasztázia (Budapest, 1993. január 9. –) többszörös magyar bajnok rövidtávfutó és távolugró. A 2010-es ifjúsági olimpián Szingapúrban 100 méteres síkfutásban az 5. helyen végzett. Edzője Szabó Dezső, egykori válogatott tízpróbázó.

## Sportpályafutása
Nguyen Anasztázia Budapesten született. Magyarországi vietnámi származású, édesapja vietnámi, édesanyja magyar. Édesapja gyermekkorában elhagyta a családot, édesanyja nevelte fel.
2002-ben kezdte pályafutását a KSI atlétika csapatában a korábbi Universiade-győztes Szabó Dezső irányítása alatt. Kezdetekben távolugrással és rúdugrással próbálkozott, majd a rövidtávú futás mellett döntött. 2009-ben edzőjével együtt a Budapesti Honvéd SE csapatába igazolt.
A 2009-es ifjúsági világbajnokságon 100 méteren ezüstérmet szerzett a váltóval, egyéniben 100 méteren 7. lett.
A 2010-es nyári ifjúsági olimpián 100 méteren ötödik lett.
2011-ben Héraklész-díjjal jutalmazták teljesítményét.
2013-tól a houstoni egyetemen tanul.
A 2015-ös U23-as Európa-bajnokságon 100 méteren ötödik lett.
2006-os fedett pályás atlétikai világbajnokságon 60 méteren kiesett a selejtezőben.
A 2016-os atlétikai Európa-bajnokságon tagja volt az országos csúcsbeállítást futó, 13. helyen végzett 4 × 100 méteres váltónak. A 100 méteres síkfutásban 11,66-dal kiesett a selejtezőben.
A 2019-es Gyulai Memorialon 6,70 méteres egyéni csúccsal harmadik helyen végzett távolugrásban.
A 2019-es atlétikai világbajnokságon távolugrásban bejutott a döntőbe, ahol 626 centiméteres eredményével a 12. helyen végzett.
A 2021-es fedett pályás atlétikai Európa-bajnokságon 60 méteren kiesett a selejtezőben. A tokiói olimpián távolugrásban a 16. helyen végzett.

## Eredményei
- 22 magyar korosztályos bajnoki cím
- 5 magyar felnőtt bajnoki cím
- Ifjúsági vb - váltó 2. hely
- Ifjúsági vb - 100 m 7. hely
- EYOF - váltó 2. hely
- EYOF - 100 m 3. hely
- Gymnasiade - 100 m 1. hely
- Gymnasiade - váltó 2. hely
- Ifjúsági olimpia - 100 m 5. hely

## További információ
- Nguyen Anasztázia, Felix Promotion